# Willemijn Verkaik
Willemijn Verkaik (Son en Breugel, 16 de juny de 1975) és una actriu i cantant neerlandesa. Ella és més coneguda pels seus papers teatrals en Wicked, Aida i Elisabeth, i es pot escoltar en el disc de l'obra alemanya de Wicked.

## Primers anys
Willemijn Verkaik va néixer a Son en Breugel, Països Baixos, però es va criar en Nuenen, prop d'Eindhoven. Es va graduar en el Conservatori de Rotterdam. També va estudiar breument a l'Escola d'interpretació de Guildford, als afores de Londres. És professora titulada de cant.

## Carrera
Abans que comencés la seva carrera com a actriu, Verkaik va cantar en diverses bandes de pop durant més de deu anys.
El seu primer paper professional de teatre va ser com a membre del cor en la producció neerlandesa d'Elisabeth. Des de llavors, els seus diversos crèdits de teatre musical han inclòs Elisabeth (tant a Holanda i Thun, Suïssa), Els tres mosqueters, We Will Rock You i més notablement Wicked, en la qual va ser triada com a "Personalitat entremaliada de l'Any" entre totes les actrius que van interpretar el paper en una enquesta online amb més de 16.000 votants al novembre de 2010. És l'única actriu que ha interpretat el paper en més d'un idioma (a partir de desembre de 2013), Verkaik ha aparegut en les produccions en neerlandès i alemany i en anglès a Broadway i en el West End de Londres. Verkaik va desenvolupar el paper d'Elphaba en la producció en la producció original en alemany de Wicked, Stuttgart que va començar l'1 de novembre de 2007, abans de l'estrena oficial el 15 de novembre. Sabrina Weckerlin era el seu suplent original, i apareixia en els dos xous setmanals que Verkaik no va ser contractada per interpretar. Va actuar per última vegada el 6 de gener de 2010, tres setmanes abans que es cancel·lés la producció amb la finalitat de preparar-se per the Best of Musical 2010 Gal·la tour, que es va escenificar a diverses ciutats alemanyes a principis de 2010.
Wicked va ser traslladada posteriorment a Oberhausen amb passades prèvies que van començar el 5 de març de 2010. Verkaik va formar part de la producció des de la nit de l'estrena que va tenir lloc el 9 de març. Es va prendre un descans de 9 setmanes que va començar al setembre de 2010 per abandonar la producció de forma permanent el 27 de febrer de 2011 després d'haver figurat en el cartell com a protagonista durant més de tres anys en ambdues produccions. Verkaik aviat va repetir el seu paper en la producció original en neerlandès que es va estrenar en Scheveningen el 6 de novembre de 2011, després de les passades prèvies que van començar el 26 d'octubre. Para això va haver d'aprendre's de nou el paper en la seva llengua materna. La carrera va acabar l'11 de gener de 2013, i Verkaik traslladat a Amèrica del Nord, per fer el seu debut a Broadway en el de parla Anglès companyia de Nova York de Wicked, marcant la seva producció tercer idioma.
Verkaik va jugar una participació limitada de 15 setmanes en el Teatre Gershwin des de 12 febrer 2013 fins a 26 maig 2013. Verkaik va exercir el paper de Donna en la producció de Stuttgart de Mamma Mia per a una edició limitada a partir 26 de juliol 2013, abans de jugar el paper d'Elphaba per a una cinquena i última vegada. Començant el 18 de novembre de 2013, va fer el seu debut en el West End en Wicked en el Teatre Apollo Victoria, Londres. Ella pot ser escoltat en disc de l'obra en llengua alemanya de Wicked, així com l'àlbum de Scott Alan el que vull ser quan sigui major, i en l'àlbum en directe de Scott Alan, que va ser gravat en el club de jazz Birdland a Nova York el 30 d'abril de 2012 La CD va ser llançat el 26 de juny de 2012. Ella també ha estat la veu neerlandesa i alemanya d'Elsa, la Reina de les Neus, en la pel·lícula CGI de Disney Frozen (títol alemany "Die Eiskönigin - Völlig Unverfroren"), un paper interpretat en anglès per Idina Menzel, que era la Elphaba original de la producció de Broadway.